# 70711 Arlinbartels
70711 Arlinbartels è un asteroide della fascia principale. Scoperto nel 1999, presenta un'orbita caratterizzata da un semiasse maggiore pari a 2,4084196 UA e da un'eccentricità di 0,1901561, inclinata di 3,16621° rispetto all'eclittica.